# تشاك شيلتون
تشاك شيلتون (بالإنجليزية: Chuck Shelton)‏ هو لاعب كرة قدم أمريكية أمريكي، ولد في 16 أغسطس 1935 في رولا في الولايات المتحدة.